# Cyklus chudoby
Cyklus chudoby (též past chudoby) označuje sociálně-ekonomický jev, kdy se chudoba předává napříč generacemi u jednotlivců či domácností, které nedokážou svou situaci bez vnější pomoci zlepšit. Tento mechanismus vzniká tehdy, když chudoba negativně ovlivňuje klíčové oblasti života, což snižuje schopnost jednotlivce dosáhnout vyšší životní úrovně. Děti vyrůstající v chudých podmínkách – jako je ne-přístup ke kvalitnímu vzdělání, zdravotní péči, stabilnímu zaměstnání či důstojnému bydlení – se často v dospělosti nacházejí v podobné situaci jako jejich rodiče.
Cyklus chudoby může být individuální (v rámci jedné rodiny) nebo strukturální (postihující celé skupiny či regiony). Ve svých důsledcích má negativní dopad nejen na postižené jedince, ale i na společnost jako celek – snižuje ekonomický potenciál, prohlubuje nerovnosti a může vést ke konfliktům.

## Příčiny
Existuje mnoho různých faktorů které způsobují/udržují cyklus chudoby. Tyto faktory, lze zařadit do úzce propojených tematických skupin:
- Ekonomické příčiny
- Sociologické faktory
- Vzdělání apod. faktory
- Mezigenerační příčiny

A spousty dalších.

### Ekonomické příčiny
Ekonomické faktory významně ovlivňují udržení chudoby. Struktura trhu práce v mnoha zemích nabízí chudým pouze špatně placená a nestabilní zaměstnání, zatímco bohatší vrstvy mají lepší přístup k investičnímu kapitálu a podnikatelským příležitostem. Ekonomické příčiny cyklu chudoby vycházejí také z nedostatečného přístupu k důležitým zdrojům, jako je vzdělání, zaměstnání a stabilní příjem. Lidé narození do chudoby často vyrůstají v prostředí s nízkou mírou investic – jak veřejných (např. do školství a zdravotnictví), tak soukromých (např. ve formě majetku nebo podnikatelského kapitálu). Nedostatečné vzdělání pak snižuje jejich šanci na získání kvalifikovaného zaměstnání s odpovídajícím platem, čímž se reprodukuje ekonomická nestabilita dále, eventuálně i napříč generacemi. Chudoba je tak nejen důsledkem, ale i příčinou omezených ekonomických příležitostí – a bez systémových intervencí, jako jsou investice do vzdělávání, infrastruktury či podpory zaměstnanosti, se tento cyklus jen obtížně přerušuje.[zdroj?]

### Sociologické faktory
Sociologické příčiny cyklu chudoby spočívají v přenosu sociálních vzorců, hodnot a omezených očekávání mezi generacemi. Děti vyrůstající v chudých domácnostech mohou zažívat sociální vyloučení, nízkou míru aspirací, nedůvěru ve veřejné instituce a omezený přístup k pozitivním vzorům. Chudoba tak není jen otázkou nedostatku peněz, ale také společenského postavení a identity. Studie ukazují, že dlouhodobá chudoba negativně ovlivňuje sebevědomí a schopnost plánovat budoucnost, což může vést k pasivitě a setrvávání ve znevýhodněném prostředí. Jak již bylo zmíněno, významnou roli hraje i kulturní kapitál – tedy přístup ke vzdělání, jazykovým schopnostem a sociálním sítím, které jsou nezbytné pro zapadnutí do společnosti. Nedostatek tohoto kapitálu často vede k reprodukci sociálních nerovností, což znesnadňuje únik z chudoby.[zdroj?]

### Vzdělávací bariéry a přístup ke vzdělání
Vzdělání hraje klíčovou roli v přerušení cyklu chudoby, avšak děti ze sociálně znevýhodněného prostředí čelí řadě vzdělávacích bariér, které tento cyklus naopak upevňují. Nízký socioekonomický status rodiny je spojen s horšími studijními výsledky, nižší účastí na předškolním vzdělávání a vyšší mírou předčasných odchodů ze školy. K hlavním bariérám patří například nedostatek podpory v domácím prostředí, omezený přístup k pomůckám, digitálním technologiím, mimoškolním aktivitám či doučování. Rovněž školy v chudších regionech často trpí nedostatkem financí, kvalifikovaných učitelů a podpůrného personálu. To vše přispívá ke znevýhodnění žáků již od raného věku. Česká republika má nadprůměrný (oproti zbytku Evropy) vliv socioekonomického zázemí na výsledky žáků, což znamená, že nerovnosti se ve vzdělávacím systému dále reprodukují a prohlubují. Zajištění přístupu ke kvalitnímu vzdělání, včetně předškolního a mimoškolního, je proto zásadním krokem k přerušení mezigeneračního přenosu chudoby.[zdroj?]

### Mezigenerační přenos chudoby
Jedním z klíčových faktorů udržujících cyklus chudoby jsou mezigenerační přenosy znevýhodnění, kdy problémy rodičů výrazně ovlivňují budoucí životní šance jejich dětí. V celku jsou všechny výše zmíněné faktory mezigeneračně přenositelné. Bylo například prokázáno, že chudoba v raném věku ovlivňuje paměť a kognitivní schopnosti a dokonce i IQ jedince v dospělosti. A proto je velmi těžké z cyklu chudoby uniknout. Sociologické, vzdělávací, ekonomické, všechny faktory se přenáší z rodiče na dítě čímž se uzavírá kruh nízké kvalifikace, horšího zaměstnání a přetrvávající chudoby. Mezigenerační chudoba tak není pouze ekonomickým problémem, ale hluboce zakořeněným sociálním jevem, který vyžaduje komplexní řešení.[zdroj?]

## Strategie přerušení cyklu chudoby
Prolomení a zamezení vzniku cyklu chudoby vyžaduje kombinaci ekonomických a sociálních opatření. Podpora drobného podnikání a rozšíření finančního kapitálu výrazně zlepšují podnikatelské a finanční výsledky u chudých domácností. Klíčový je rovněž rozvoj lidského kapitálu – investice do vzdělávání a zdravotní péče pro děti z chudých rodin mnohonásobně zvyšují jejich pozdější příjmy. Podpora rodin (podmíněné či nepodmíněné peněžní dávky), která umožňuje chudým rodinám udržet děti ve škole, vykazuje úspěšnost v přerušování cyklu chudoby. Další priority zahrnují systémové reformy: Světová banka doporučuje rovněž posílit rovný přístup – investovat do vzdělání, zdraví a infrastruktury, uvolnit trh práce (zlepšit přístup k úvěrům, technologiím, trhům) a zavést progresivní daňové systémy. Kombinace těchto a spousty dalších kroků povede postupně ke snižování chudoby.[zdroj?]
Jednou z ověřených metod je takzvaný Dvougenerační přístup k omezování chudoby. Ten se zaměřuje na vzdělání, zdravotní péči, sociální služby a příležitosti, které rodiče a děti nezbytně potřebují k tomu, aby své rodiny zbavili chudoby a vyvedli do stabilního a zdravého stavu – po psychické, fyzické i finanční stránce. Tento přístup představuje komplexní plán boje proti chudobě a je „nezbytný pro to, aby si nízkopříjmoví rodiče a jejich děti mohli zlepšit svou situaci“.[zdroj?]
V rámci tohoto přístupu se rodiče učí nové pracovní dovednosti, absolvují školení v oblasti vedení a získávají přístup k lépe placeným pracovním příležitostem. Dětem je poskytováno kvalitnější vzdělávání, bezplatná předškolní výchova, péče a školní pomůcky potřebné k úspěchu ve škole. Rodiny jako celek získávají psychologickou podporu zaměřenou na stres z chudoby a dětství poznamenané traumaty.[zdroj?]
Všem členům domácnosti je umožněn přístup k plné zdravotní péči, stravovacím službám doma i ve škole a krátkodobé finanční pomoci na pokrytí účtů, oblečení a dopravy, čímž se snižuje stres z neuspokojených základních potřeb, který brání jejich rozvoji. Program předškolní výchovy „Head Start“ prosazuje názor, že jediný funkční systém péče o předškolní děti je ten, který bere v úvahu dítě jako celek – včetně jeho zdraví i schopnosti jeho rodičů uspět.[zdroj?]
Dvougenerační přístup usiluje o to, aby byli všichni členové domácnosti zbaveni základních stresových faktorů, aby byli fyzicky i psychicky zdraví, získali příležitosti ke vzdělávání potřebnému pro lepší pracovní uplatnění a aby měli rovný přístup k lépe placeným pracovním místům.[zdroj?]
Jednou z metod přerušení cyklu chudoby je takzvaný základní nepodmíněný příjem.[zdroj?]

## Globální a regionální rozdíly

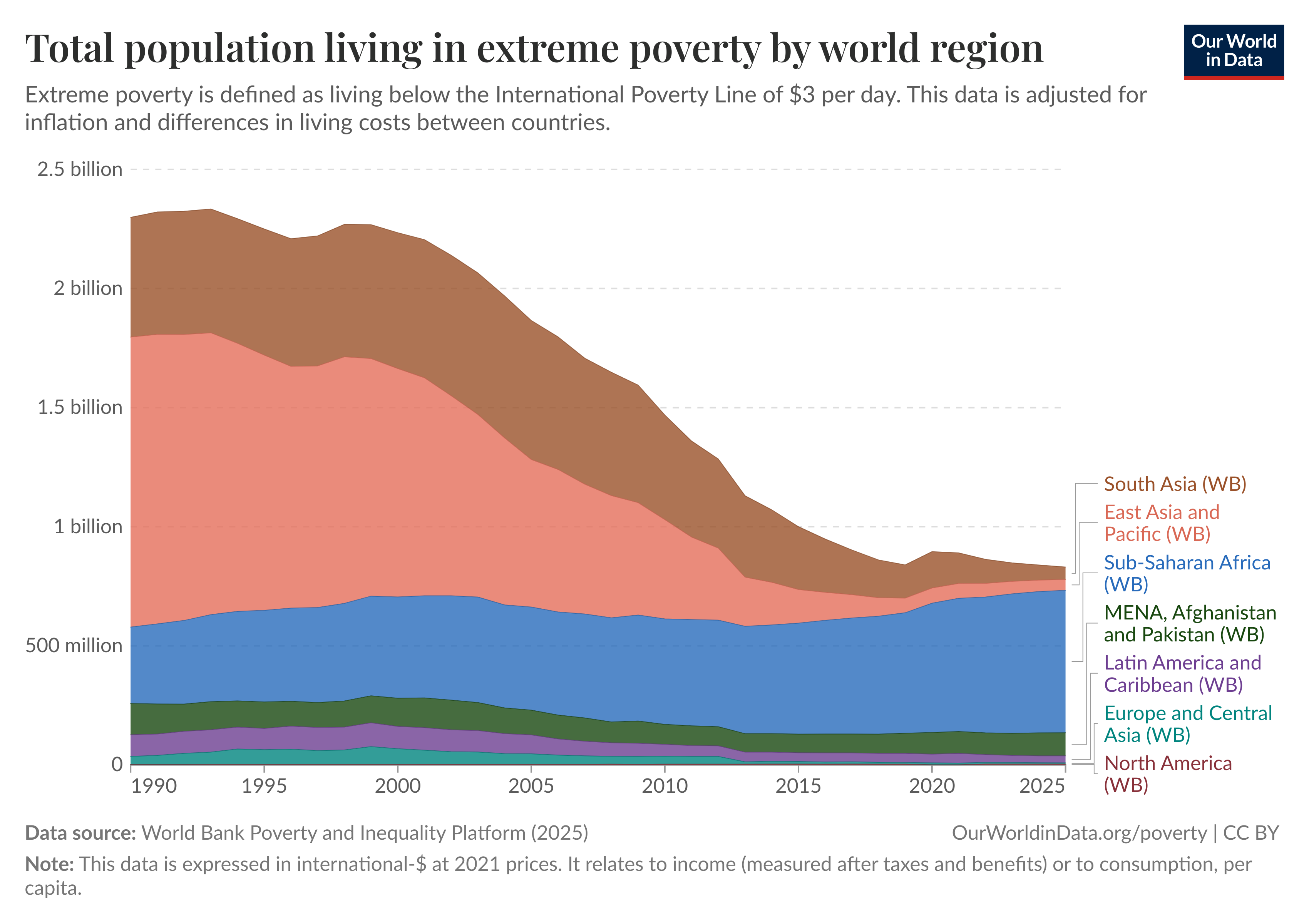
Graf extrémní chudoby v makroregionech v závislosti na čase

Příkladem cyklu chudoby je i dlouhodobá chudoba větších území. Rozložení chudoby se mezi regiony světa značně liší. Subsaharská Afrika má nejvyšší podíl extrémně chudých (kolem 38 % populace v roce 2022), přičemž region tvoří asi 60 % všech extrémně chudých na světě, kde se i přes snahy vystoupit z cyklu chudoby procento lidí v extrémní chudobě nezmenšuje. V Jižní Asie žije asi třetina světově extrémně chudých (přibližně 216 milionů lidí), přičemž i zde platí, že chudé domácnosti mají horší přístup ke školství a službám než bohatší. Latinská Amerika vykazuje relativně nižší úroveň extrémní bídy než Afrika či Asie, ale je proslulá vysokou nerovností, zde extrémní nerovnost představuje „past“, která brání inkluzivnímu růstu a zabraňuje chudým skupinám dosáhnout lepšího postavení. Celosvětově tedy klesá chudoba v oblastech s dlouhodobou chudobou, ukazující význam cílených programů.[zdroj?]

## Česká republika
V Česku je relativní příjmová chudoba velmi nízká (podíl ohrožených osob je jedním z nejmenších v EU), ale přesto je mezigenerační chudoba velkým problémem. Studie konstatují, že „nepříznivé podmínky a demotivující vzorce chování se z rodičů přenášejí na děti skrze materiální nedostatek a špatné vzdělání“. Zejména sociálně či geograficky vyloučené skupiny (např. romské komunity nebo regiony s dlouhodobě vysokou nezaměstnaností) tak čelí nízké sociální mobilitě. Česká vláda proto v posledních letech[kdy?] rozvíjí projekty na podporu rodin s dětmi a znevýhodněných regionů (např. příspěvky na bydlení, stimulace zaměstnanosti, investice do místních škol), aby narovnala rozdíly a zlepšila přístup ke službám pro tyto skupiny. Zdůrazňuje se potřeba také sociálních programů motivujících k zaměstnání a dalšího zkvalitňování vzdělání v sociálně slabších regionech tak, aby děti z chudých rodin měly šanci na zlepšení své situace.[zdroj?]